# Manoel Dias Branco
Manuel Dias Branco (Angeja, 1904 - Aveiro, 25 de Junho de 1995), filho de Francisco Dias Branco e Maria Augusta Nogueira Pinho,  foi um empresário português, natural de Angeja, no concelho de Albergaria-a-Velha, localizado no Distrito de Aveiro, que imigrou para o Brasil, especificamente para o estado do Ceará, onde fundou a Padaria Imperial que viria ser a base para fundação do grupo empresarial M. Dias Branco, a maior empresa no ramo de massas alimentícias do país, detendo 14% do mercado de biscoitos e 20% do de massas.

## Biografia
Manuel Dias Branco foi trabalhar em Lisboa com 16 anos de idade. Imigrou para o Brasil, para Belém, em 1926. Não se adaptou ao clima, tendo-se mudado para o Ceará.
Começou a trabalhar como corretor de algodão. E, pouco depois, montou em Cedro, no Ceará um pequeno armazém de secos e molhados, paralelamente à sua atividade de corretor.
Com um amigo abriu uma padaria em sociedade no ano de 1936. A padaria produzia pão, biscoitos e (a partir de 1939) o macarrão da marca Imperial. Posteriormente muda-se para Fortaleza, onde monta a Padaria Fortaleza.
Em 1940 instala máquinas para fabrica de macarrão Imperial e cria uma sociedade com seus irmãos José e Orlando, que viviam em Portugal, fundando a empresa M. Dias Branco & Irmãos.
Em 1951 a padaria é transformada numa fábrica de biscoitos e massas: a Fábrica Fortaleza. E em 1953 entra para a sociedade o seu filho Francisco Ivens de Sá Dias Branco.

## Prêmios
Manuel Dias Branco recebeu em 1989 a Ordem do Mérito Agrícola e Comercial do Estado Português, com grau de comendador.

## Morte
Faleceu em Aveiro, Portugal, em 25 de Junho de 1995. Em 21 de Junho de 2012 foi descerrada em Angeja, sua terra natal, na presença de seu filho Ivens e de outros familiares, uma placa toponímica em seu nome.